# Szlovák tájház (Pilisszentlélek)

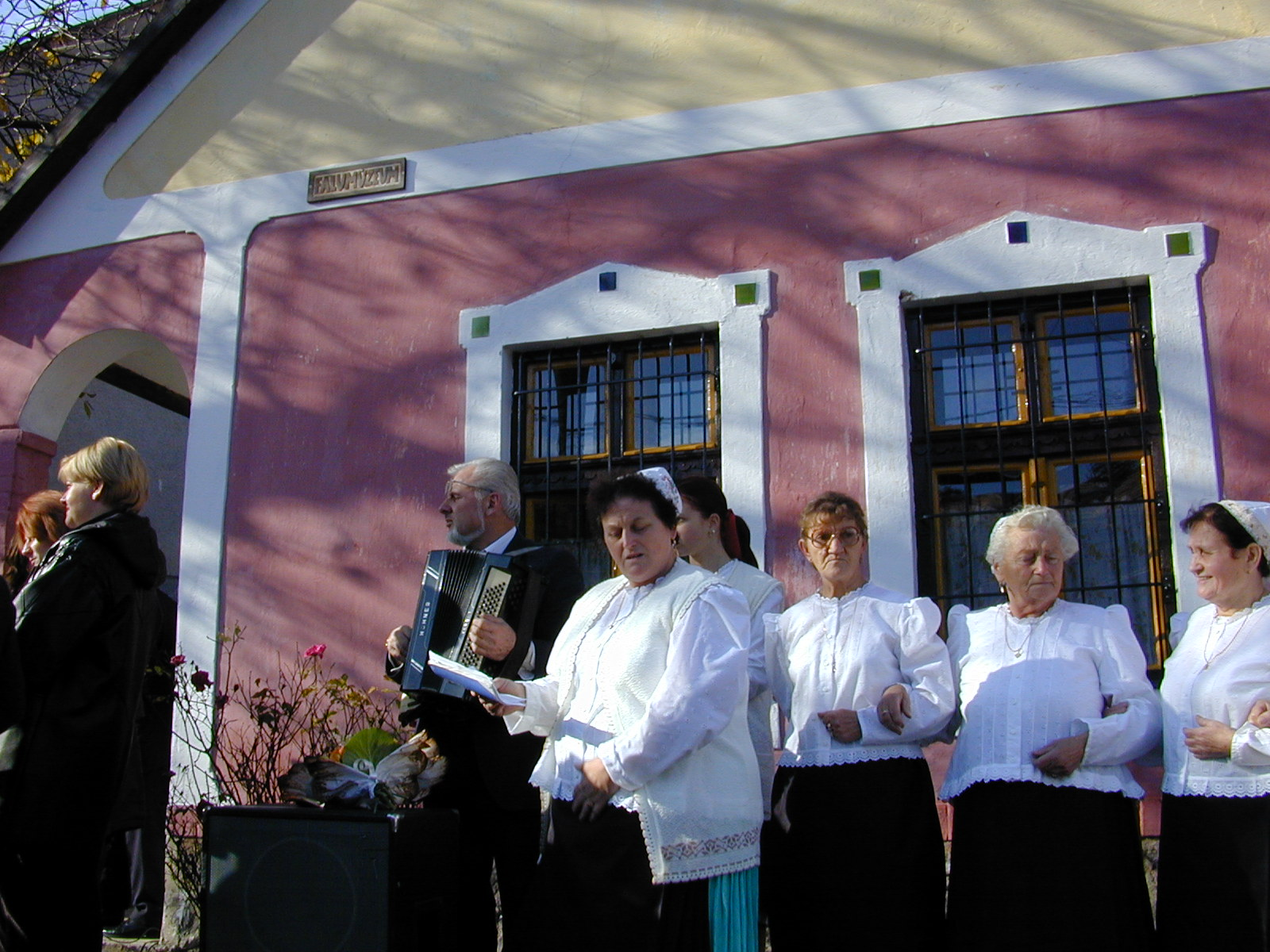
Tájház-avató

A közigazgatási szempontból Esztergomhoz tartozó Pilisszentlélek ad otthont a szlovák tájháznak. 2012-ig a Balassa Bálint Múzeum része, 2013-tól a Magyar Nemzeti Múzeum egyik intézménye. Az épület a Hunyadi János u. 42. szám alatt található, 1994-ben nyilvánították műemlék jellegűvé jellegzetes alaprajza és formája miatt azért, hogy megőrizhető legyen tájházként a szlovák népi építészeti hagyomány. Fésűs beépítésben álló, előkertes, téglalap alaprajzú, nyeregtetős épület, amit az 1920-as években György Károly épített.
2001-ben állították helyre, majd itt kapott helyet a település helytörténeti, néprajzi gyűjteménye 2002 tavaszán. A falumúzeum létrehozója Konczius Ida volt. Az épületben a tisztaszobát és a konyhát eredeti állapotában állították helyre, a hátsó szobába régészeti leletek, dokumentumok, iratanyagok kerültek, az istállóban gazdasági eszközök tekinthetők meg. A falu feletti domb oldalában Árpád-kori eredetű pálos kolostor romjai láthatók. A tájház fenntartását 2006-ban a Balassa Múzeummal együtt a Komárom-Esztergom Megyei Önkormányzattól átvette Esztergom városa.
A tájház 2013. január 1-jén a Balassa Múzeummal együtt beleolvadt a Magyar Nemzeti Múzeumba, jelenleg annak közérdekű muzeális kiállítóhely besorolású muzeális intézménye.